# Ленчна
Ле́нчна (або Лучна, пол. Łęczna) — місто в східній Польщі. Адміністративний центр Ленчинського повіту Люблінського воєводства. Розташоване біля гирла Свинки — правої притоки Вепру, яка тут і впадає до нього.

## Історія
1531 року вперше згадується православна церква в місті.
В податковому реєстрі 1676 р. згадуються 204 громадян міста, 107 кріпаків, власник міста Іван Венглинський з дружиною і чотирнадцятьма шляхетними родичами, 74 його підданих і священик грецького обряду Григорій з дружиною і дитиною.

## Спорт
У місті базується футбольна команда «Гурник» та футбольний стадіон.

## Демографія
Демографічна структура станом на 31 березня 2011 року:
|          | Загалом | Допрацездатний вік | Працездатний вік | Постпрацездатний вік |
| -------- | ------- | ------------------ | ---------------- | -------------------- |
| Чоловіки | 10156   | 1910               | 7837             | 409                  |
| Жінки    | 10547   | 1912               | 7653             | 982                  |
| Разом    | 20703   | 3822               | 15490            | 1391                 |